# Vadim Kozovoï
Vadim Kozovoï ( né le 28 août 1937 et décédé le  22 mars 1999) était un poète et traducteur d'origine russe, ancien prisonnier politique en Union soviétique.

## Biographie
Né à Kharkov (Ukraine) dans une famille de l'intelligentsia d'origine juive, Vadim Kozovoï intègre à dix-sept ans l'Université de Moscou, où il rejoint un cercle d'étudiants clandestin, "l'Union des patriotes", dirigé par Lev Krasnopevtsev. Le groupe entend réfléchir sur la poursuite de la déstalinisation après la répression du soulèvement de Poznan (1956).
En été 1957, après la clôture du Festival de la jeunesse de Moscou, symbole même du dégel de Khrouchtchev, le groupe est arrêté par le KGB. Vadim Kozovoï est  inculpé de "propagande antisoviétique" (selon les dispositions de l'article 58-10 du Code pénal soviétique ) et condamné à huit ans de réclusion dans un camp de Mordovie.
Vadim Kozovoï y fait la connaissance de sa future femme, Irina Emelianova, fille d'Olga Ivinskaïa. Cette dernière fut la muse de Boris Pasternak et l'inspiratrice du personnage de Lara, la maîtresse du Docteur Jivago. Après la mort de Boris Pasternak en 1960, Olga Ivinskaïa et sa fille furent condamnées par un tribunal soviétique pour " trafic de devises " pour avoir perçu les droits d'auteur de la part de l'éditeur italien du roman, Feltrinelli.
Libéré en octobre 1963, Vadim Kozovoï devient connu dans les milieux littéraires de Moscou. Il publie une édition commentée du Roman de Tristan et Iseut (1967), traduit les poètes René Char, Henri Michaux, Paul Valéry, Rimbaud, Lautréamont, etc. La plupart sont inconnus du public russe.
Entretenant une correspondance active avec plusieurs écrivains et poètes, tel René Char, il devient membre du PEN club en 1974.
Son premier recueil de poèmes, Sursis d'orage, voit le jour en 1978 à Lausanne.
Vadim Kozovoï est finalement autorisé à se rendre en France en 1981 pour rencontrer les auteurs qu'il traduit et soigner son fils aîné, atteint d'un handicap mental. Sa demande de quitter le territoire soviétique bénéficie de l'appui de plusieurs personnalités de renom comme Julien Gracq, Julien Green, Maurice Blanchot et Henri Michaux, ainsi que du président Valéry Giscard d'Estaing, qui en fait la demande auprès de Léonid Brejnev , alors secrétaire général du Parti communiste de l'Union Soviétique et président du Présidium du Soviet suprême de l' U.R.S.S. (en fait, chef de l'Etat), une première fois en 1979  puis au cours de l'année 1980. 
Après la publication d'un article très critique à son encontre dans le principal périodique culturel soviétique, la Literatournaïa gazeta, mais également en raison de la maladie de son fils qui nécessite sa présence, il décide de rester en France. En 1985, il est enfin rejoint par sa femme et son deuxième fils, le futur historien Andreï Kozovoï, qui obtiennent leur visa grâce au soutien de François Mitterrand qui rencontre Konstantin Tchernenko en 1984.
En France, Vadim Kozovoï continue de traduire et de publier ses propres textes, tout en travaillant comme directeur de recherche au CNRS qui l'avait recruté après son arrivée en France . Ses voyages en URSS, puis en Russie, lui inspirent plusieurs articles dans Le Monde et la revue Est-Ouest. 
Après sa mort, sa femme poursuit la publication de textes inédits (en russe), et autorise la publication de sa correspondance avec plusieurs poètes français.
La poésie de Vadim Kozovoï est héritière d'un vaste pan de la littérature russe (Gogol, Remizov) et française (Rimbaud, Mallarmé, Lautréamont).